# Софена
Софена (асирийски: Šupa, арменски: Ծոփք - Tsopk, на латински: Sophene) е последвателно независима монархия, провинция на Арменското царство, и провинция на Римската империя. Намира се е източно от Ефрат и Малатия, североизточно от Комагена и северозападно от Кордуена. С намиращата се източно Софанена Софена образува общност и двете географски се причисляват към Армения. От 2 век пр.н.е. до 54 г. Софена има свои царе, които често са зависими.
През 190 пр.н.е. стратезите Арташес и Зариадър се разбунтуват и се обявяват за самостоятелни царе:
Зариадър (на Софена), Арташес I (на Велика Армения).
През 120 г. e римска провинция със столица Амида. През 54 г. провинцията е владение на клиентелския цар Гай Юлий Сохем от Емеса. 530 г. Софена е интегрирана във византийската провинция Армениакон.
Областта е населена предоминантно от арменци до Арменски геноцид през 1915 г.

## Галерия
- Монета на цар Самес, 260 BC
- Монета на цар Арсамес I, 240 BC
- Монета на цар Арсамес II, 230 BC
- Монета на цар Ксеркс Арменец, 220 BC
- Монета на цар Абдисарес, 210 BC
- Монета на цар Зариадър, 190 BC
- Монета на цар Морфилиг, 150 BC